# District de Dimapur
Le district de Dimapur  (hindi : दीमापुर ज़िला) est un district  de l'État du Nagaland en Inde.

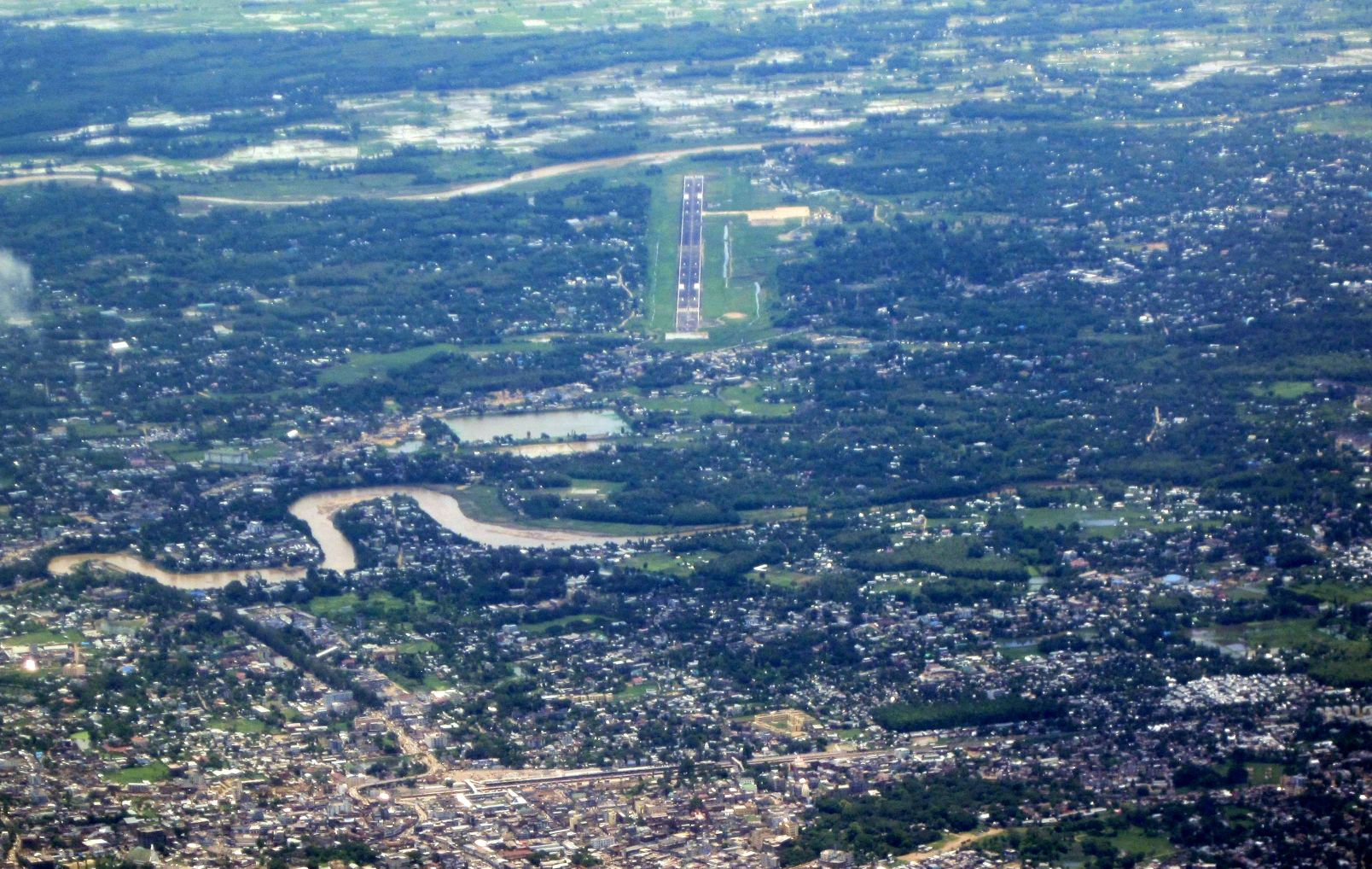
Approche de Dimapur.

## Géographie
Au recensement de 2011, sa population était de 378 811 habitants pour une superficie de 927 km2.
Son chef-lieu est la ville de Dimapur.